# Màlik ibn Nuwayra
Abu-l-Mighwar Màlik ibn Nuwayra ibn Jamra ibn Xaddad ibn Ubayd ibn Thàlaba ibn Yarbú o, més senzillament, Màlik ibn Nuwayra —en àrab مالك بن نويرة, Mālik ibn Nuwayra— fou un poeta àrab i cap dels Banu Yarbú, secció de la tribu dels Banu Tamim del nord-est d'Aràbia.
Per la proximitat a Pèrsia alguns membres dels Banu Tamim van adoptar el zoroastrisme, però la majoria eren pagans fins que es van fer musulmans. El centre del clan de Màlik estava a Butah.
Fou famós per la seva generositat i hospitalitat; es diu que tenia una llum a casa seva tota la nit per si passava algun viatger sabés que podia trobar menjar i refugi. Fou un home de gran bellesa, cavalleresc, guerrer coratjós i poeta (fou d'altra banda germà del poeta Mutammin). La seva dona era Layla bint al-Minhal considerada una de les dones més maques d'Aràbia.
Pels seus talents Mahoma el va nomenar al front del clan Banu Handhalah amb l'encàrrec de recaptar taxes i enviar-les a Medina. Quan va morir Mahoma, les taxes recaptades que no havien estat enviades, foren retornades als que les havien pagat.